# Піднебінна кістка

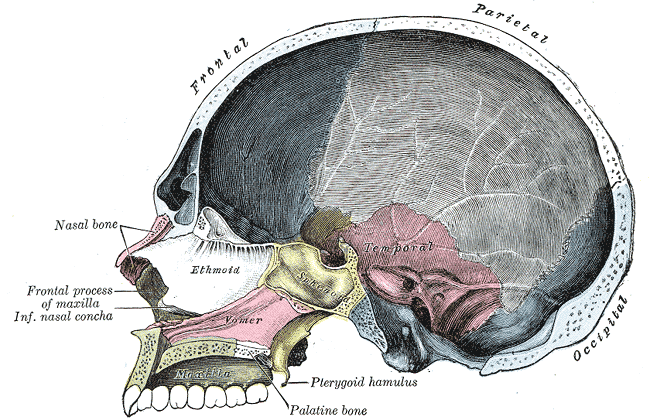
Піднебінна кістка — Palatine bone

Піднебінна кістка (лат. os palatinum) — парна кістка лицевого черепа. Має дві пластинки: перпендикулярну (вертикальну) і горизонтальну. Від верхнього краю вертикальної пластинки відходять очний та клиноподібний відростки. Перший бере участь у формуванні очниці, другий примикає до клиноподібної кістки. Горизонтальні пластинки обох піднебінних кісток утворюють задню частину твердого піднебіння, яке у людини вкорочене.